# Limnodrilus psamnophilus
Limnodrilus psamnophilus är en ringmaskart. Limnodrilus psamnophilus ingår i släktet Limnodrilus och familjen glattmaskar. Inga underarter finns listade i Catalogue of Life.